# Daniel Hoeffel
Daniel Hoeffel (ur. 23 stycznia 1929 w Strasburgu) – francuski polityk, senator, minister transportu.

## Działalność polityczna
W latach 1965–2008 był merem Handschuheim. Od 1977 do 1978, od 1981 do 1993 i od 1995 do 2004 zasiadał w Senacie reprezentując departament Dolny Ren. W okresie od 3 kwietnia 1978 do 2 października 1980 był sekretarzem stanu ds. zdrowia i rodziny, a od 2 października 1980 do 13 maja 1981 ministrem transportu w trzecim rządzie Barre’a. Od 29 marca 1993 do 11 maja 1995 był ministrem delegowanym ds. planowania regionalnego i władz lokalnych w rządzie Balladura.